# Il serpente dell'Essex
Il serpente dell'Essex (The Essex Serpent) è un romanzo del 2016 dell'autrice britannica Sarah Perry.

## Trama
L'opera è ambientata nel 1893;  Cora Seaborne rimane vedova del marito violento e, per sfuggire alla vita mondana di Londra, decide di dedicarsi alla paleontologia amatoriale. La donna va in vacanza a Colchester con l'amica Martha e il figlio Francis e si interessa a una diceria popolare secondo la quale un terremoto avrebbe causato il risveglio del "Serpente dell'Essex", un mitico drago marino. Cora ritiene che la creatura potrebbe essere un dinosauro di razza sconosciuta sopravvissuto in qualche modo all'estinzione e racconta le sue teorie a una coppia di conoscenti, Charles e Katherine Ambrose. Questi ultimi a loro volta ne parlano con i loro amici, la famiglia Ransome, composta dal reverendo William, sua moglie Stella e i loro figli. Cora stringe amicizia con i Ransome e si trasferisce ad Aldwinter per continuare la sua ricerca del serpente.
Gli abitanti del posto si convincono sempre di più che il serpente sia un vero mostro e temono un attacco; William è irritato da tale voci in quanto rifiuta di credere all'esistenza della bestia e discute spesso con Cora sulla sua fede. Un giorno Cora va alla scuola locale e gli studenti presenti vengono colti da convulsioni. La donna chiama il suo amico londinese, il dottor Luke Garnett (segretamente innamorato di lei), per visitare i bambini e dare una spiegazione razionale dell'accaduto; con il consenso di Stella, Luke sottopone a ipnosi Joanna, la figlia maggiore dei Ransome, ma Will quando lo scopre si arrabbia e litiga pesantemente con Cora. Nel confronto Cora e Will realizzano di provare dei sentimenti l'una per l'altro.
Will confessa a Cora i suoi sentimenti in una lettera poco prima di scoprire che Stella, malata di tubercolosi, è prossima alla morte. Anche Luke scrive a Cora una lettera in cui le proclama il suo amore ma la donna, che diffida degli uomini a causa del suo ex marito violento, si arrabbia con entrambi, pertanto ignora Will e scrive a Luke respingendolo malamente. Successivamente si rende conto che la sua lettera di risposta è stata recapitata a Luke lo stesso giorno in cui una coltellata lo ha mutilato, ponendo fine alla sua carriera medica.
Sulla riva del mare viene rinvenuto il cadavere di un enorme pesce e la città riconosce che il serpente non è mai esistito. Vergognandosi per come ha trattato Luke, Cora accetta il consiglio di Katherine di allontanarsi dai Ransome. Incontrandosi nuovamente con Will, lui e Cora hanno un rapporto sessuale. 
Joanna e i suoi amici scoprono che la misteriosa figura scambiata in precedenza per il Serpente di Essex è una vecchia barca trascinata dalla corrente. Cora si accorge che Stella, delirante a causa della malattia, sta andando verso le acque per farsi uccidere dalla "bestia", riuscendo a salvarla in tempo insieme a Will.
Con Stella in punto di morte, i figli dei Ransome vengono mandati dagli Ambrose. Will si rende conto di essere felice con Stella nonostante sia ancora innamorato di Cora. Luke trova la pace andando a vivere con un suo amico e Cora fa ritorno a Londra da sola, in quanto Martha è andata a vivere con un nuovo compagno e Francis ha ripreso la scuola. Cora si sente bene nella sua solitudine, ma continua a rimanere in contatto con Will pregandolo di riunirsi a lei un giorno.

## Accoglienza
Il romanzo ha ricevuto un'ottima accoglienza, vendendo oltre 200.000 copie contro le 5.000 previste. Ha vinto il British Book Awards di "libro dell'anno" nel 2016 e il Waterstones Book of the Year del 2016.

## Adattamento televisivo
Una miniserie televisiva tratta dal romanzo diretta da Clio Barnard è stata annunciata nel 2020, ma la pubblicazione ufficiale è stata spostata al 2022 a causa della pandemia di COVID-19. Keira Knightley avrebbe dovuto interpretare Cora Seaborn, ma, in seguito a difficoltà incorse per il Covid, è stata sostituita da Claire Danes; il ruolo di Will Ransome è affidato a Tom Hiddleston. La serie è rilasciata su Apple TV+.

## Edizioni
- Sarah Perry, Il serpente dell'Essex, traduzione di Chiara Brovelli, Vicenza, Neri Pozza, 2017,  p. 458, ISBN 978-8854514706.